# New Zealand State Highway 87

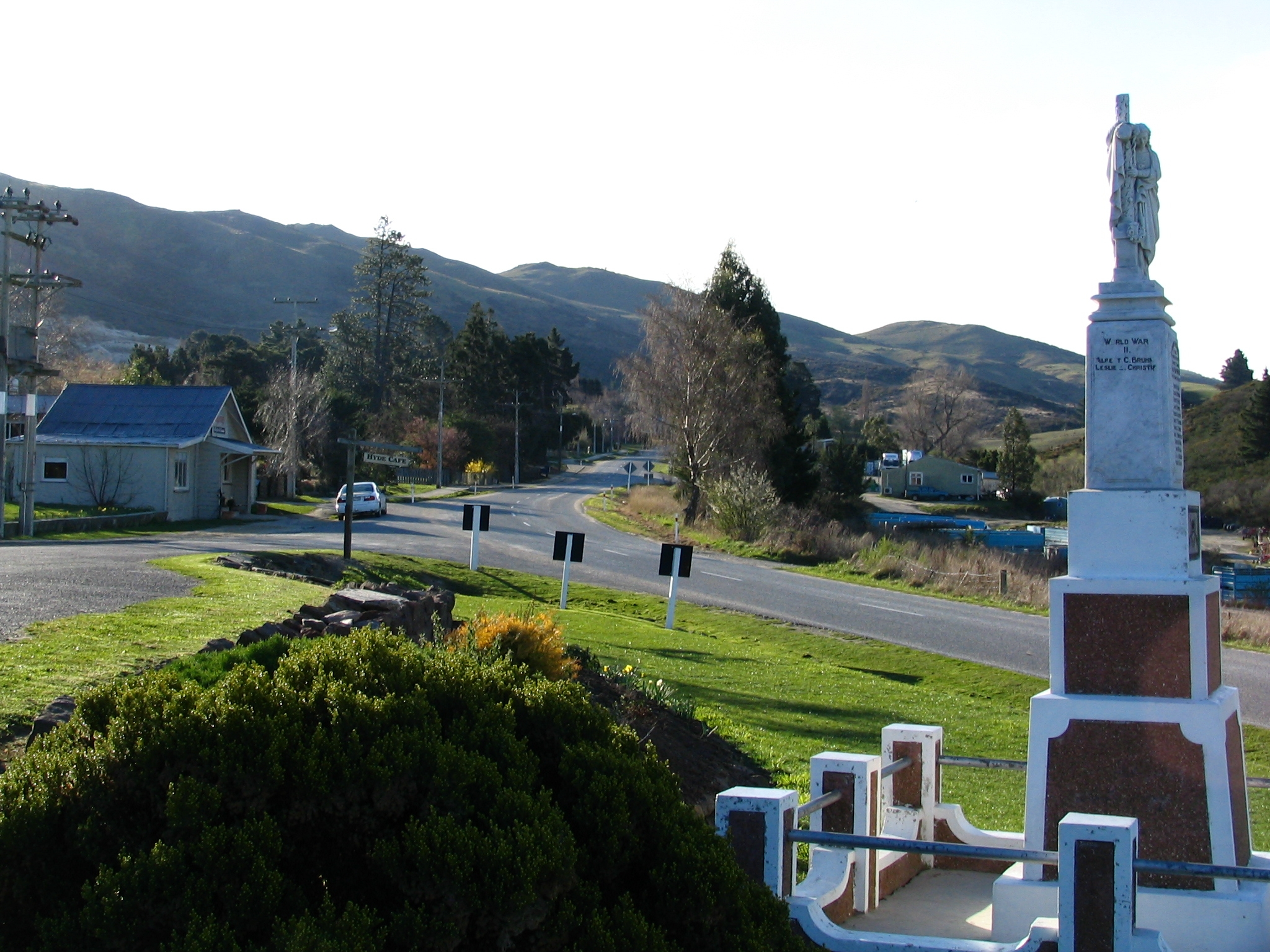
New Zealand State Highway 87 in der Siedlung Hyde

Der New Zealand State Highway 87 (State Highway 87 oder in Kurzform SH 87) ist eine Fernstraße von nationalem Rang auf der Südinsel von Neuseeland.

## Geographie
Die Fernstraße besitzt eine Länge von 113 km und befindet sich im südöstlichen Teil der Südinsel. Die über ihre gesamte Länge zweispurig (je eine pro Fahrtrichtung) ausgebaute Straße verbindet den State Highway 1 westlich von Dunedin und den State Highway 85 bei der kleinen Siedlung Kyeburn, neben dem Fluss Kye Burn, im Norden Otagos. Die Straße führt durch das im Sommer trocken und warme und im Winter schneereich und kalte Hochland von Otago.

## Streckenführung
Der State Highway 87 beginnt rund 11,5 km westlich des Stadtzentrums von Dunedin und 1,5 km südlich des Stadtzentrums von Mosgiel an der Autobahnausfahrt vom State Highway 1 nach Mosgiel. Nach ca. 500 m kreuzt die Straße die Bahnstrecke des Taieri Gorge Railway, der eine Zugverbindung für Touristen in das Hochland von Otago bis nach Middlemarch bietet. Anschließend der Hauptstraße von Mosgiel folgend, knickt der SH 87 einige hundert Meter nach Ortsausgang nach Nordwesten und Westen ab und durchquert die Gemeinden Riverside und Outram und kreuzt zum ersten Mal den Taieri River. Rund 2 km nach dem Ortsausgang von Outram vollzieht die Straße einen kleinen Schwenk nach Nordwesten, um dann in das Hochland von Otago einzutauchen. Nach rund 21 km und einem Schwenk nach Norden passiert die Straße Clarks Junction, von wo aus die Old Dunstan Road nach Westen abgeht. Nach rund 23 km durch trockenes Hochland passiert der SH 87 die kleine Siedlung Sutton. Von dort aus kann der rund 3 km südwestlich liegende Sutton Salt Lake besichtigt werden. Kurz vor Sutton kreuzt der SH 87 die Eisenbahnlinie des Taieri Gorge Railway und folgt nach Ortsausgang der Linie mit einer weiteren Kreuzung nach Norden, bis die Straße nach 6,3 km Middlemarch erreicht. Hier endet die Bahnlinie im östlichen Teil des Dorfes, wohingegen der SH 87 weiter nach Norden strebt, um dann nach ca. 8,5 km nach dem Verlassen von Middlemarch einen Schwenk nach Nordosten vollzieht. 20 km vor Erreichen des State Highway 85 durchquert der SH 87 noch die kleine Siedlung Hyde, kreuzt 5,8 km vor Erreichen seines Endpunkte den Taieri River ein zweites Mal und stößt dann nach insgesamt 113 Straßenkilometer direkt östlich angrenzend an den Fluss Kye Burn auf den State Highway 85.
Auf seinem Weg von Süd nach Nord passiert der SH 87 den Ort Mosgiel, gefolgt von Outram und die kleinen Siedlungen Harveys Flat, Lee Stream, Clarks Junction, Shannon, Sutton, das Dorf Middlemarch und die Siedlungen Nagapuna, Rock and Pillar, Hyde, Tiroiti und Kokong.